# Émile Friant
Pour les articles homonymes, voir Friant.
Émile Friant né à Dieuze le 16 avril 1863 et mort à Paris le 9 juin 1932 est un peintre, graveur, illustrateur et sculpteur naturaliste français.

## Biographie

### Années de formation
Émile Friant naît à Dieuze, alors dans le département de la Meurthe, le 16 avril 1863. Sa famille s'établit à Nancy devant l'invasion prussienne en 1870. Il fréquente brièvement l'École professionnelle de l'Est (actuel lycée Loritz), avant d'être repéré très tôt par Théodore Devilly, directeur de l'École des beaux-arts de Nancy qu'il intègre. Son apprentissage des techniques de peintures à l'école de beaux-arts, combiné à un talent évident, lui permettent d'exposer aux Salons des beaux-arts de Nancy dès 1878. Son premier autoportrait date de cette époque.

### Premiers succès

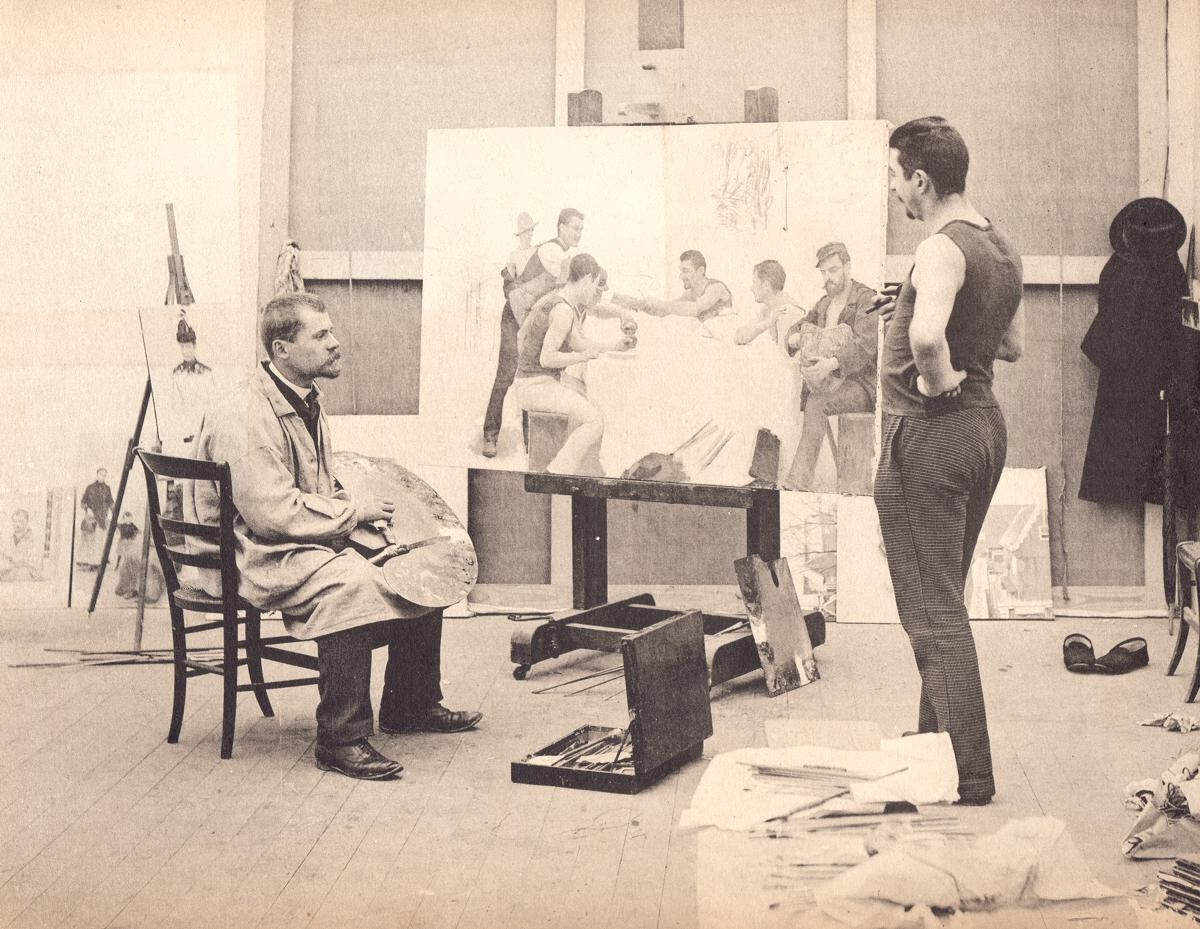
Émile Friant dans son atelier peignant Les Canotiers de la Meurthe, vers 1887.

Émile Friant ne quitte Nancy pour Paris que pour exposer à la capitale les sujets lorrains qu'il peint, à la suite de Jules Bastien-Lepage, et les portraits d'une société constituée de proches collectionneurs, comme les frères Coquelin. Une bourse de voyage gagnée en 1886 lui permet de visiter de nombreux pays : la Hollande, l'Italie, Malte et Tunis.
Émile Friant obtient plusieurs récompenses : le second prix de Rome de peinture en 1883 pour Œdipe maudissant son fils Polynice ; la médaille d'or à l'Exposition universelle de 1889 à Paris pour La Toussaint lui vaut la Légion d'honneur remise en décembre. Le cursus honorum des beaux-arts lui permet de devenir professeur de dessin à l'École des beaux-arts de Paris en 1906.
Le succès de La Toussaint, sur laquelle sont écrits 250 articles en 1888, lui ouvre de nombreuses œuvres de commande, en particulier des portraits de personnalités nancéiennes et américaines.

### Le graveur et l'institution
Émile Friant s'essaye à la gravure à partir de 1883 par le biais de la pointe sèche et de l'eau-forte, techniques avec lesquelles il grave cinq plaques de cuivre : deux autoportraits, deux portraits de ses amis Victor Prouvé et Pierre Georges Jeanniot, et un sujet champêtre.
À l'époque, son style est parfois jugé comme trop réaliste[réf. nécessaire]. En effet, l'exactitude qui caractérise les œuvres des artistes naturalistes est proche de la précision d'une photographie, médium qui le passionnait et qui commençait à devenir d'un usage courant.
En 1895, il participe, avec Aimé Morot et Victor Prouvé, à la rénovation de l'hôtel de ville de Nancy et y peint le double panneau Les Jours heureux ; pour le Sénat, il peint, de 1902 à 1924, En pleine nature, une représentation utopique des rapports entre humains et nature.
La fin du XIXe siècle marque la fin de ses succès. En effet, Émile Friant ne suit pas les évolutions stylistiques du début du XXe siècle, comme le fauvisme et le cubisme. Alors que 25 ans plus tôt, il conspuait les peintres académiques, il tente désormais d'entrer à l'Institut de France.
Parallèlement à son activité de peintre, on constate que l'œuvre gravé d'Émile Friant se développe avec le changement de siècle. Il renoue vers 1904 avec l'art de l’estampe. À cette date-là, il n'est plus un jeune provincial monté à la capitale mais un peintre comblé d'honneurs et doté d'une importante clientèle. L'absence de soucis pécuniaires et la mobilité entre ses domiciles parisien et nancéien que lui impose son poste de professeur et son attachement pour la Lorraine le forcent sans doute à adopter le médium de la gravure plus léger que celui de la peinture à l'huile. La gravure permet alors à l'œuvre d'Émile Friant de connaître un nouveau souffle.

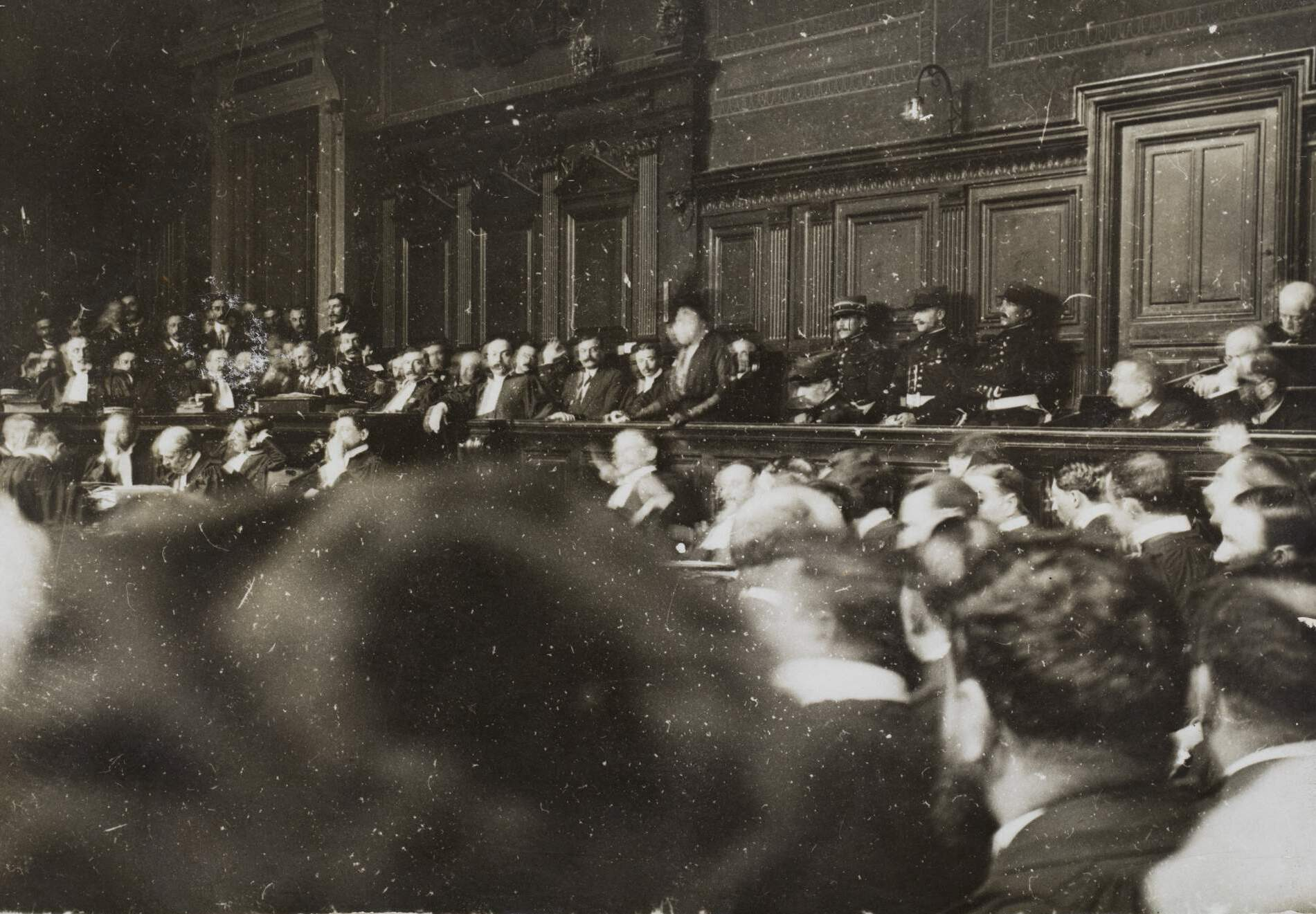
Premier jour d'audience du procès d'Henriette Caillaux le 20 juillet 1914, pour lequel Friant réalise des dessins d'audience.

Entre 1883 et 1913, et plus précisément à partir de 1904, Friant grave plus de 70 sujets différents. La Première Guerre mondiale marque un ralentissement dans la production de son œuvre gravé, pendant laquelle il se consacre plutôt à sa passion pour l'aéronautique : il s'occupe, au sein du groupe d'escadrille du plateau de Malzéville, au camouflage des avions, fait breveter un plan de réservoir increvable et invente un système d'écriture codé.
Enfin, il se consacre aussi à la caricature et au dessin de presse, et dessine en particulier les procès d'Henriette Caillaux et du Bonnet rouge.

### Les dernières années
En 1923, il est élu membre de l'Académie des beaux-arts. Il est membre de l'Académie de Stanislas. En 1931, il est nommé commandeur de l'ordre national de la Légion d'honneur.
En 1923, la Banque de France lui commande le dessin d'un nouveau billet de 500 francs, mais Friant s'oppose à l'interprétation en gravure de Camille Beltrand : non émise, la vignette servira de réserve.
Émile Friant meurt à son domicile du 11, boulevard de Clichy, dans le 9e arrondissement de Paris, le 9 juin 1932 et est inhumé au cimetière de Préville à Nancy.

## Distinctions
- Commandeur de la Légion d'honneur (1931)[11]

## Œuvres

### Gravure

#### Sujets et techniques
De la période d'après-guerre, son œuvre gravé comprend des portraits, des autoportraits, des scènes de genre, des sujets religieux et des sujets intimistes (enfance, féminité). Ses sujets féminins peuvent évoquer Paul Helleu et Anders Zorn. Émile Friant privilégie la technique de la pointe sèche qu'il ébarbe soigneusement, ce qui lui donne un aspect proche de l'eau-forte — qu'il utilise seulement pour cinq gravures — en supprimant les effets de diffusion du trait qui caractérise habituellement la pointe sèche. À la fin de sa vie, il expérimente avec la couleur dans ses gravures, par le modulage des tirages avec plusieurs encres, mais aussi en rehaussant ses gravures d'aquarelle, de bistre ou de gouache ou en appliquant diverses plages de couleurs lors de l'impression.
Friant s'intéresse à tous les aspects de la gravure, ne se limitant pas à l'exécution de matrices mais s'intéressant aux différents papiers ainsi qu'aux techniques d'impression. Il multiplie aussi les états, sans qu'il soit possible de déceler des différentes significatives entre le premier et le 26e état ; l'historienne de l'art Marine Kisiel avance qu'il a pu s'agir d'une ruse commerciale, donnant à l'acheteur d'un état donné l'impression de posséder une œuvre moins diffusée qu'elle ne l'était réellement.

Gravures d'Émile Friant
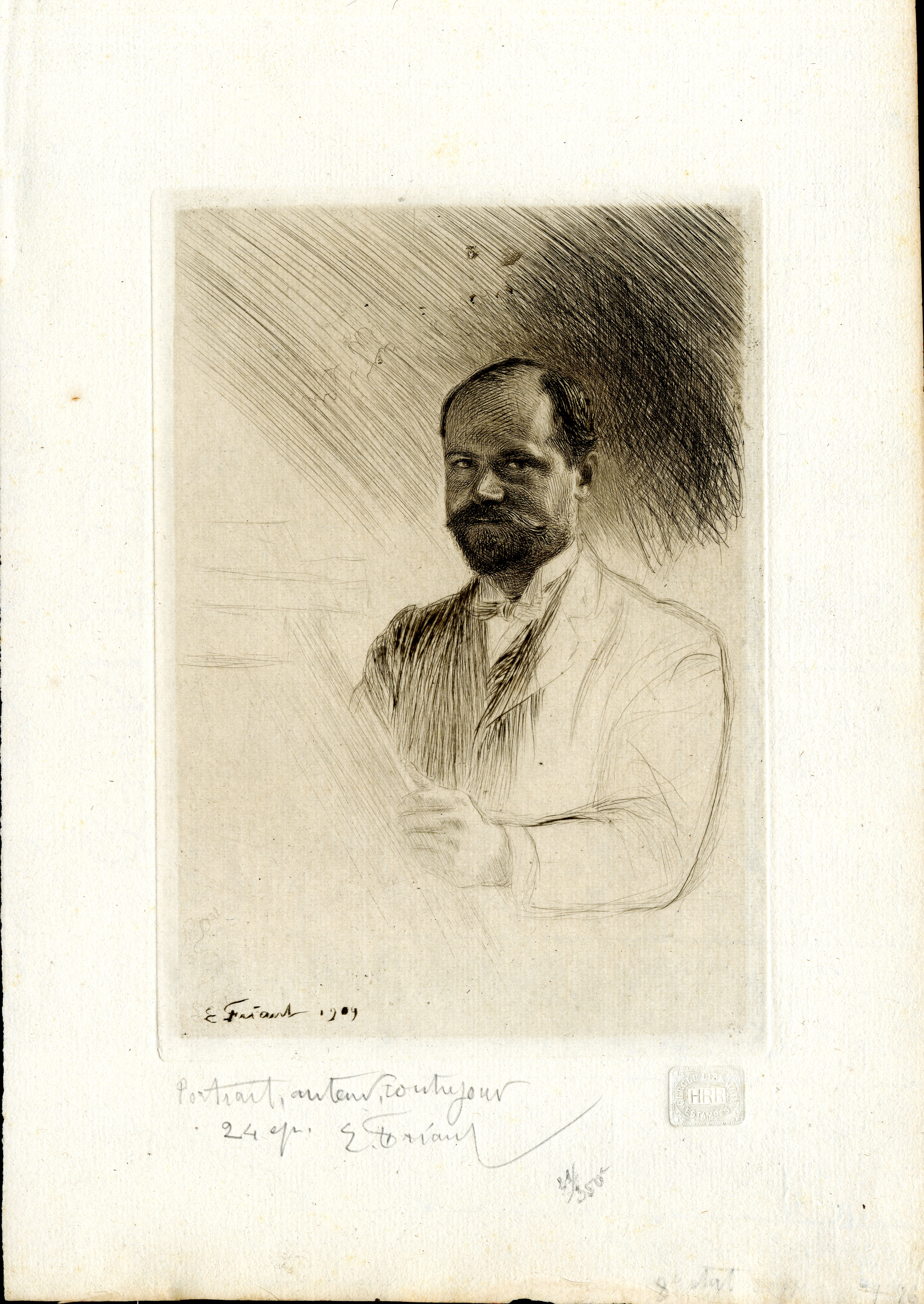
Autoportrait, 1909, bibliothèque municipale de Nancy.
L'Étudiante, 1922, bibliothèque municipale de Nancy.

#### Diffusion

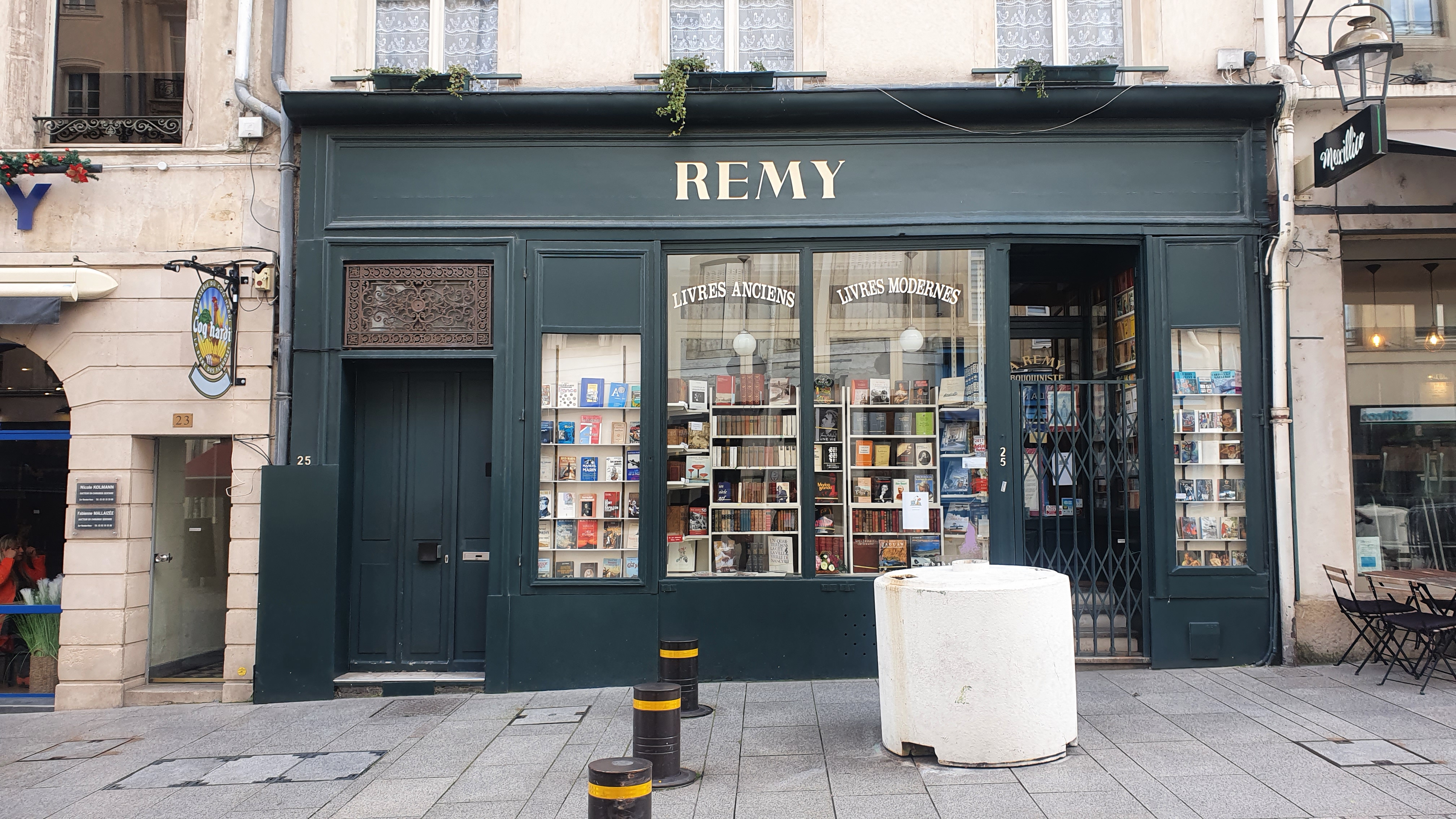
La librairie Rémy, située rue Stanislas à Nancy, est un lieu majeur de diffusion des estampes d'Émile Friant.

Dans son choix de diffusion, Friant présente ses gravures à la Société lorraine des amis des arts de Nancy, au Salon de la Société des artistes français et à celui de la Société nationale des beaux-arts, en donnant la primeur de ses nouvelles productions à Nancy tandis que les expositions parisiennes viennent ensuite, ce qui explique que si peu de ses gravures aient été achetées par l'État. Il vend ses estampes directement auprès d'amateurs, participant à la société de la gravure originale en noir et participe à l'exposition des graveurs lorrains anciens et modernes en 1922, mais travaille aussi avec des galeries, en particulier la galerie parisienne Sagot - Le Garrec et la librairie nancéienne Rémy.
Constitué d'achats du vivant de l’artiste, de dons et du legs des fonds d'ateliers de l'artiste, le fonds d'estampes d'Émile Friant du musée des Beaux-Arts de Nancy forme avec ses 847 numéros le plus important conservé dans une collection publique française.

### Peinture
Résolument naturaliste, Émile Friant peint essentiellement des scènes de la vie quotidienne et des portraits, dans un style photographique. Ses peintures ont une forte portée narrative, jusqu'à parfois atteindre le symbolisme : ainsi, La Toussaint, qui expose la douleur d'une famille, mais aussi leur charité, peut être lue comme une allégorie de l'humanité et de ses souffrances. Sa représentation de personnes pauvres, de prolétaires et de paysans, s'inscrit dans une vision empreinte d'humanisme.
Son style, notamment son utilisation de petits formats lors de l'Exposition universelle de 1889, inspiré des primitifs flamands, ainsi que sa notoriété, le font comparer à Jules Bastien-Lepage.
L'historien de l'art Henri Claude le place comme un peintre de l'entre-deux : entre les académiques (Cabanel, Gérôme) et les impressionnistes.

Œuvres d'Émile Friant au musée des Beaux-Arts de Nancy
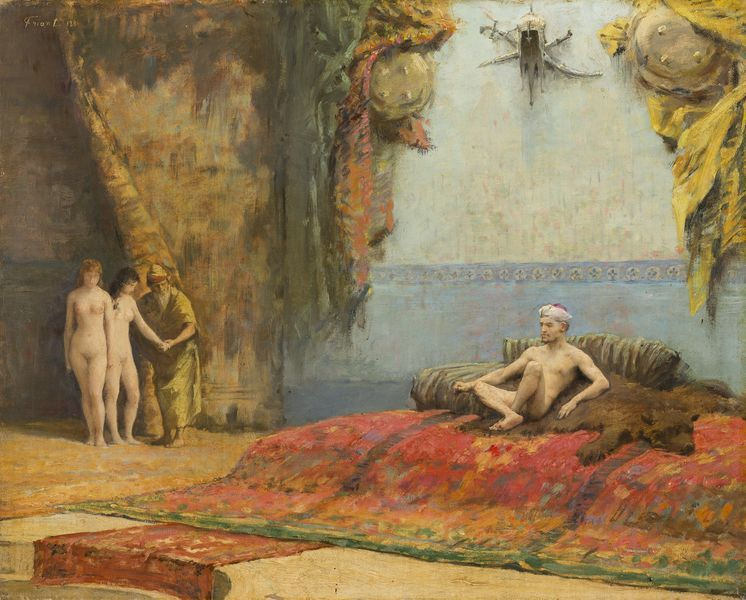
Les Odalisques au sultan[14] ou Hassan et Namouna[15] (1881).
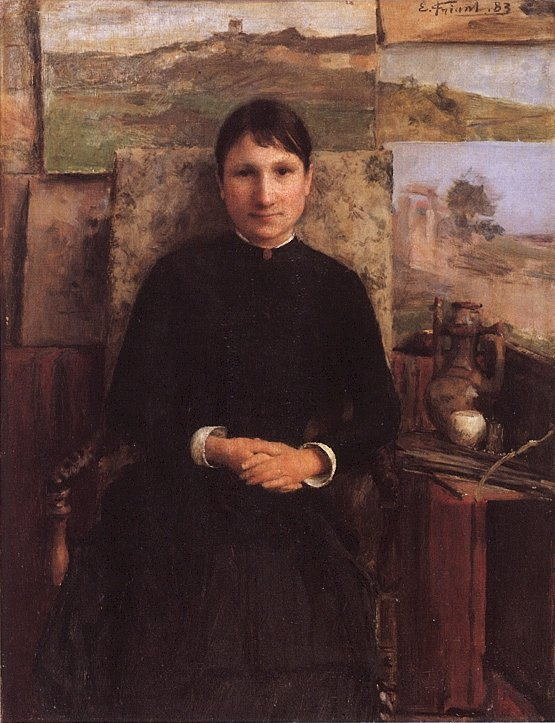
Portrait de Madame Petitjean (1883).
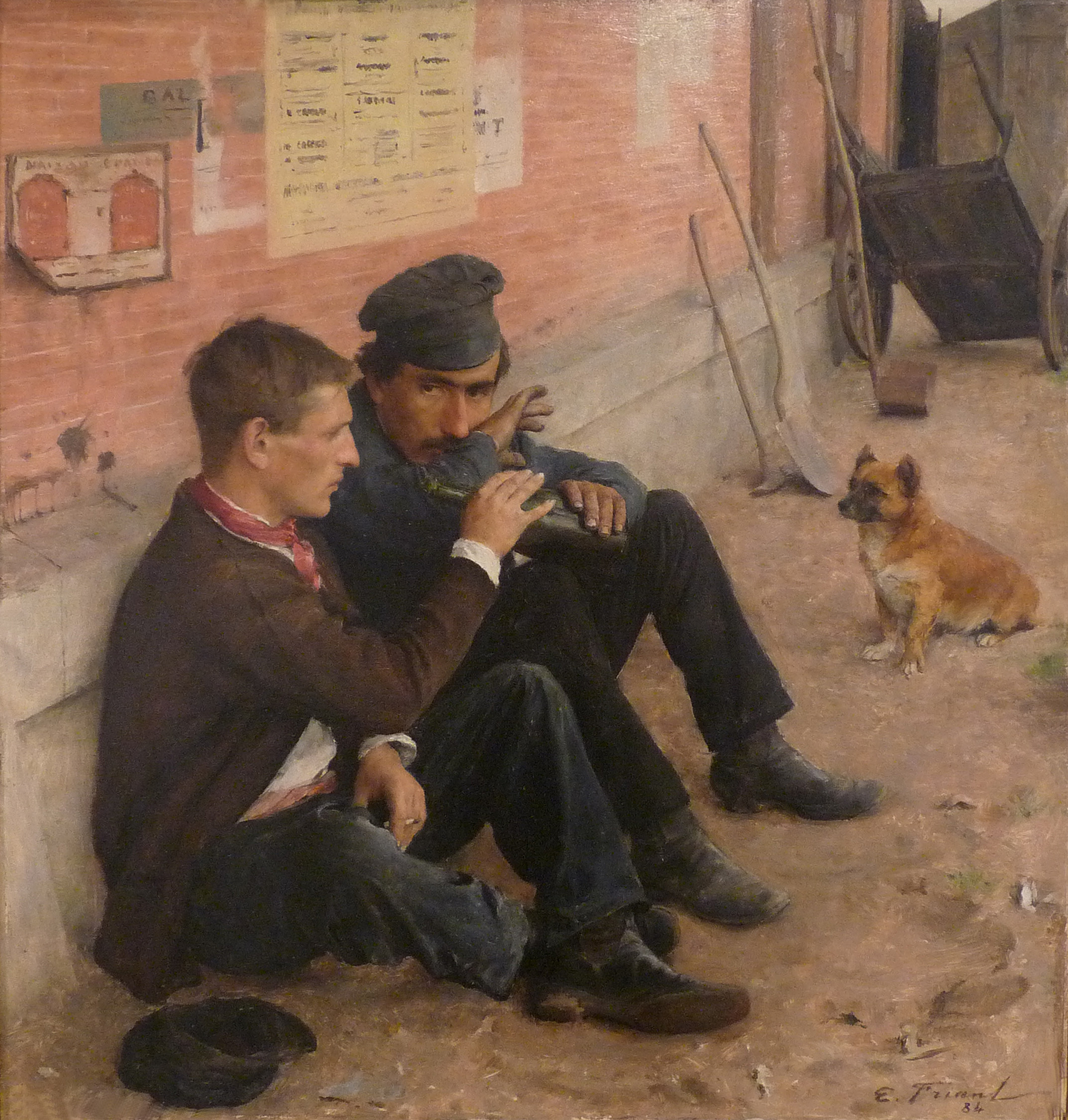
Les Buveurs ou Le Travail du lundi (1884).
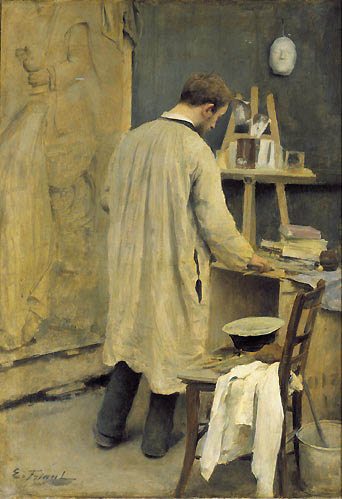
Le Sculpteur Bussière dans son atelier (1884).
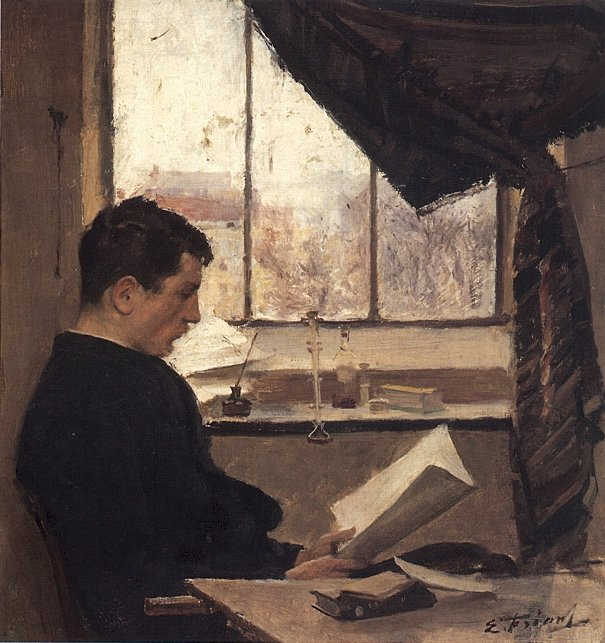
Autoportrait (1885).
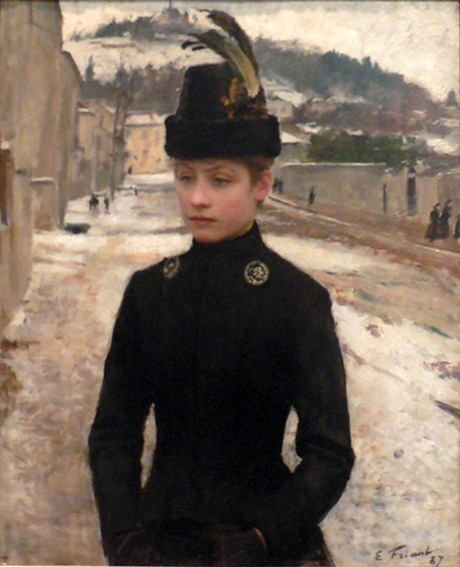
Jeune Nancéienne dans un paysage de neige (1887).
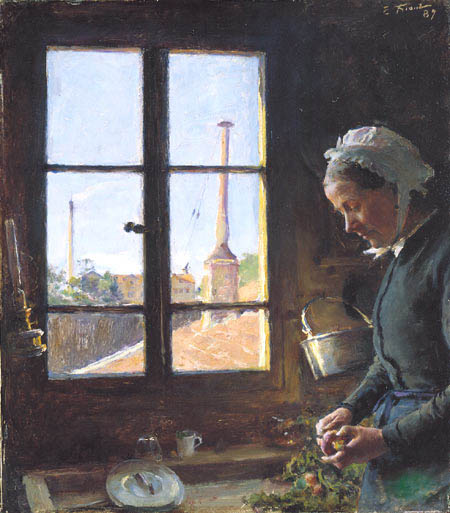
Portrait de sa mère épluchant un navet devant une fenêtre (1887).
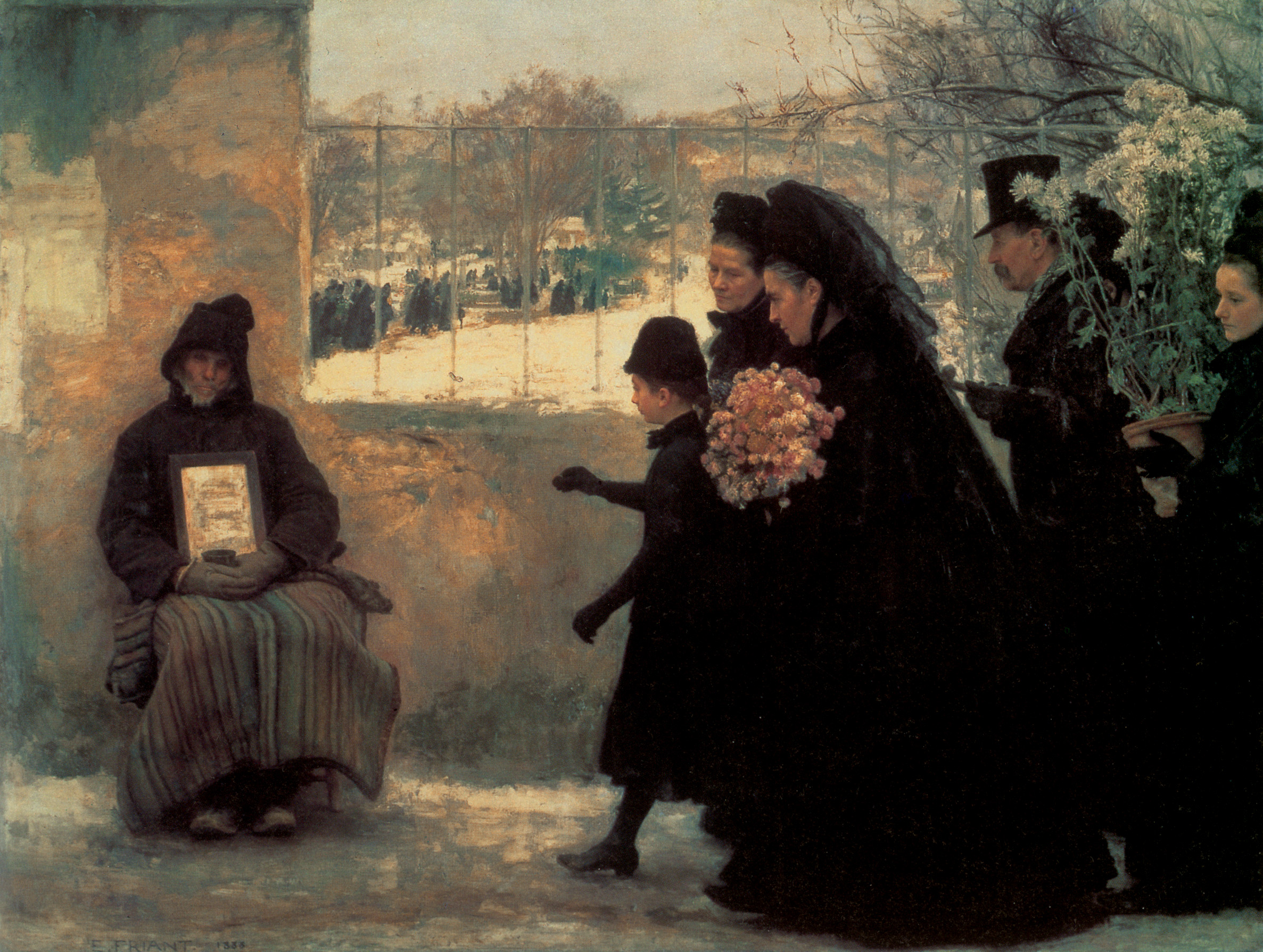
La Toussaint (1888).
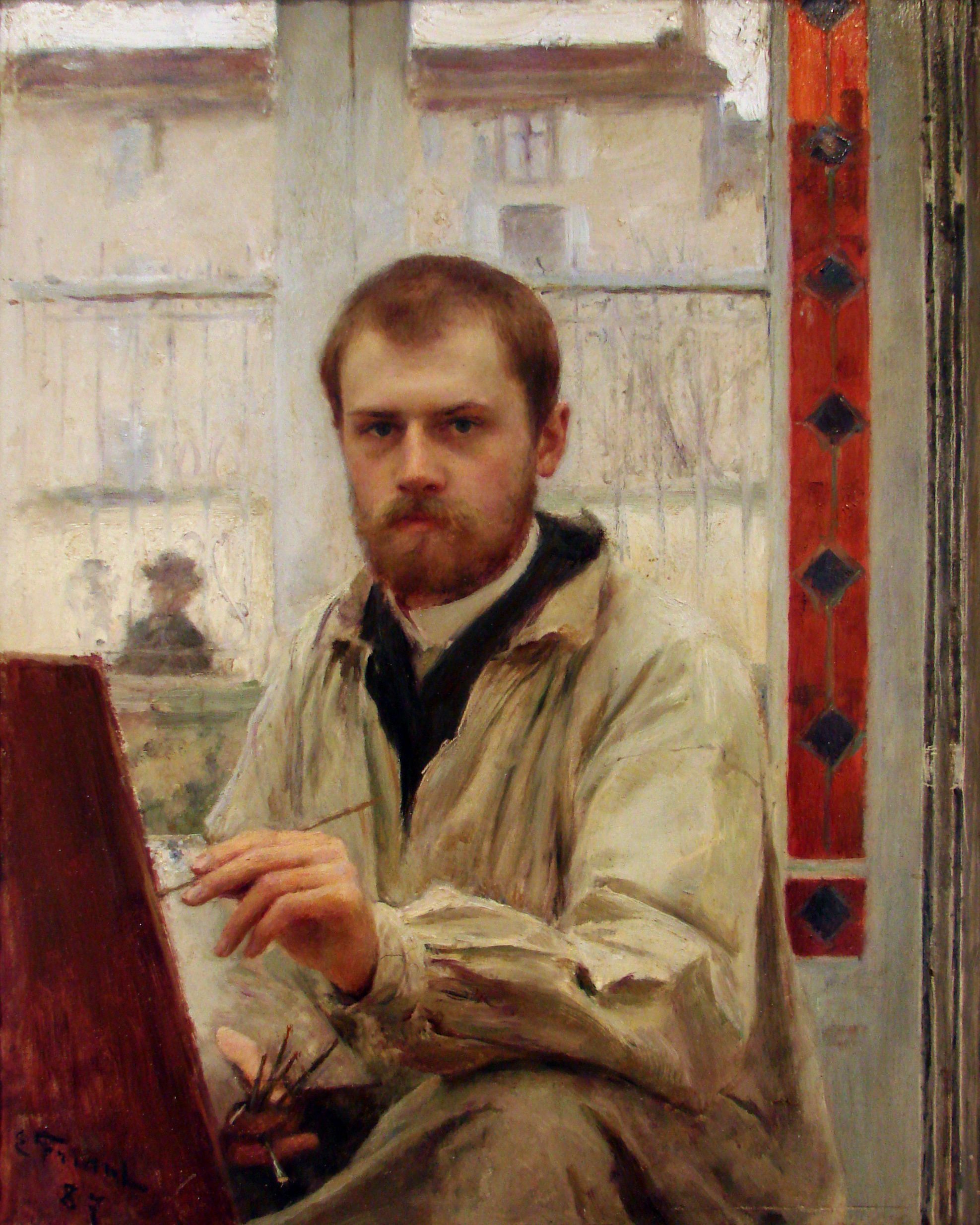
Autoportrait en gris clair (1888).
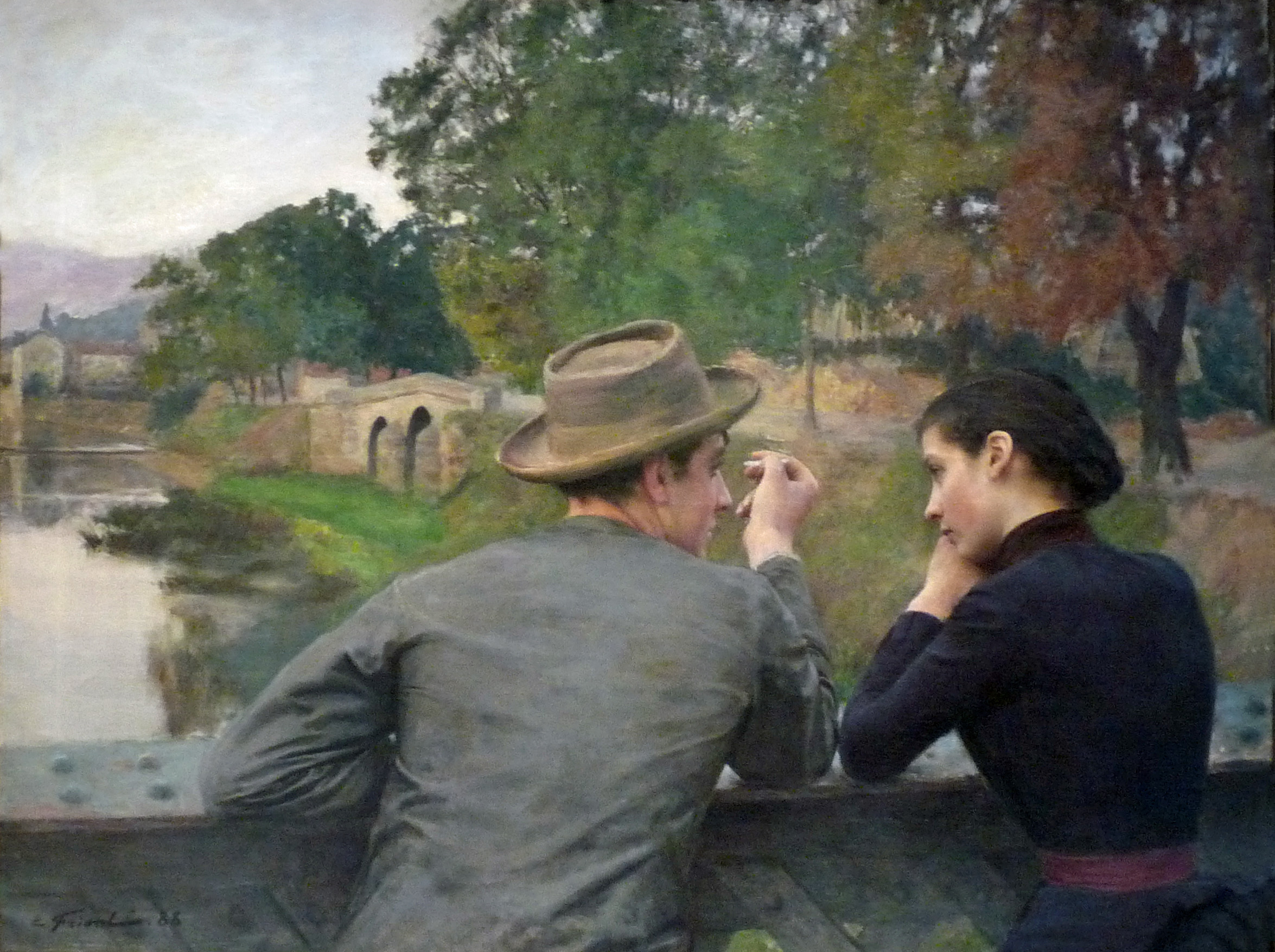
Les Amoureux (1888).
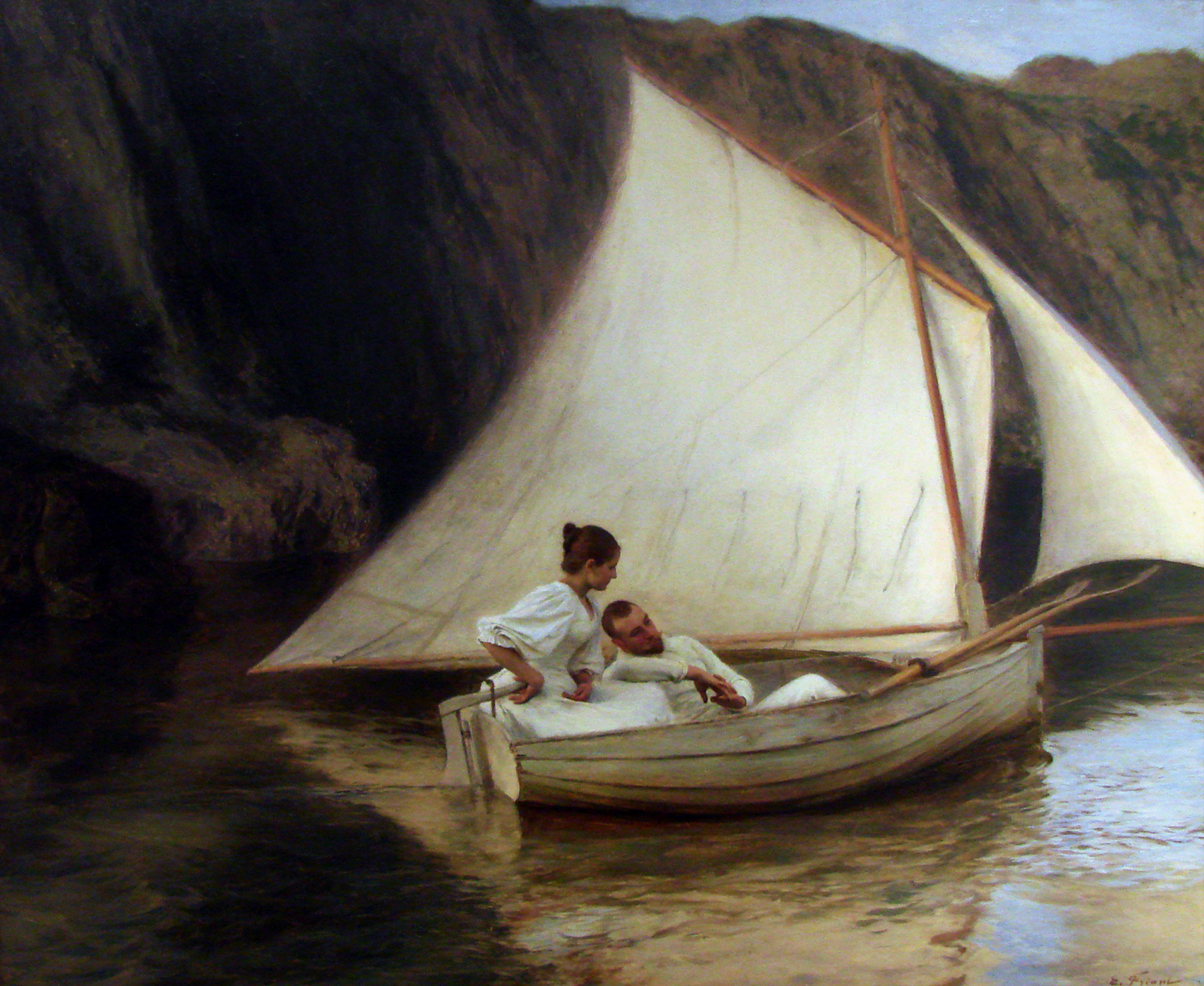
La Petite Barque (1895).
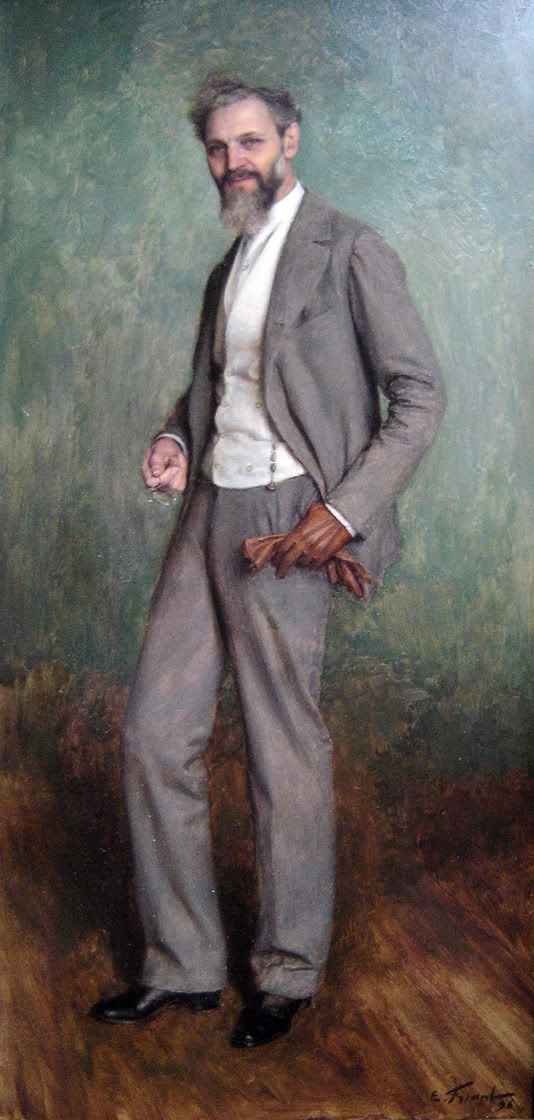
Portrait de M. Paul (1896).
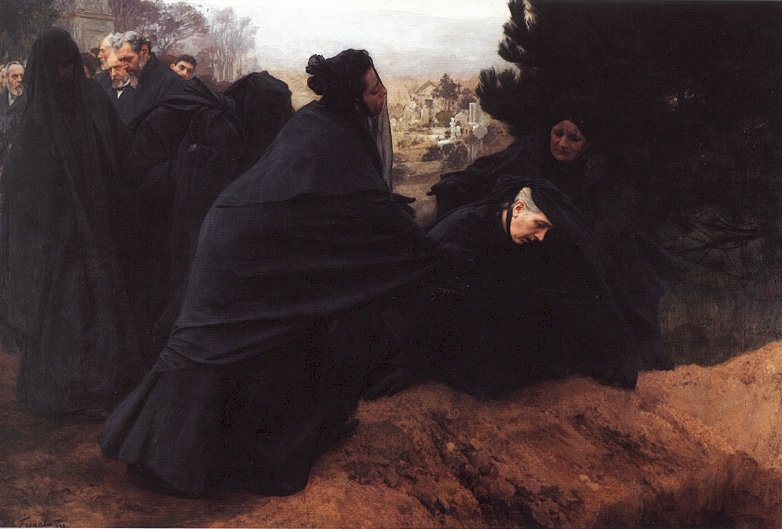
La Douleur (1898).
Devant la psyché (1912).

Œuvres d'Émile Friant dans d'autres collections publiques
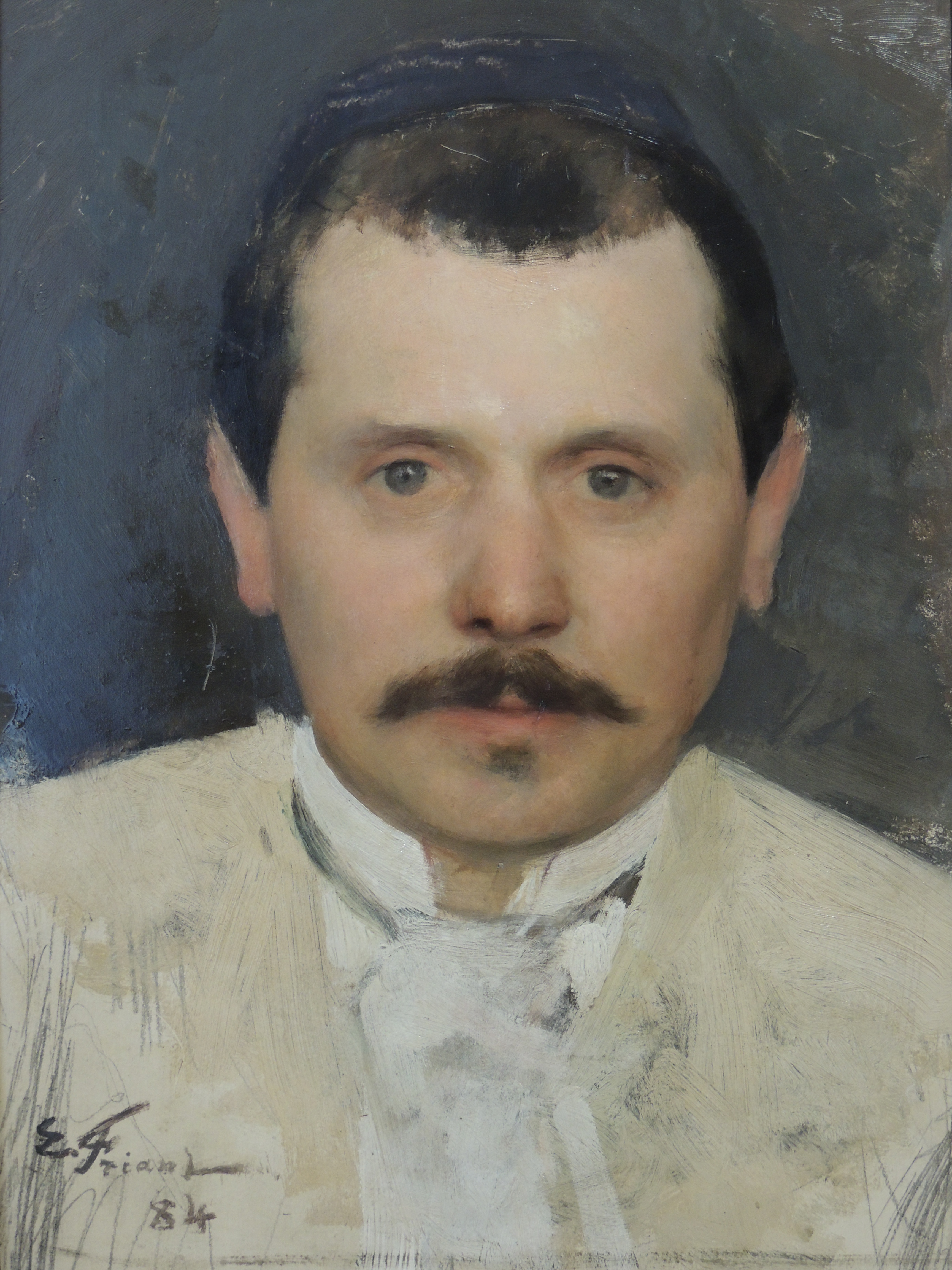
Portrait de Pierre Georges Jeanniot (1884), Dijon, musée des Beaux-Arts.
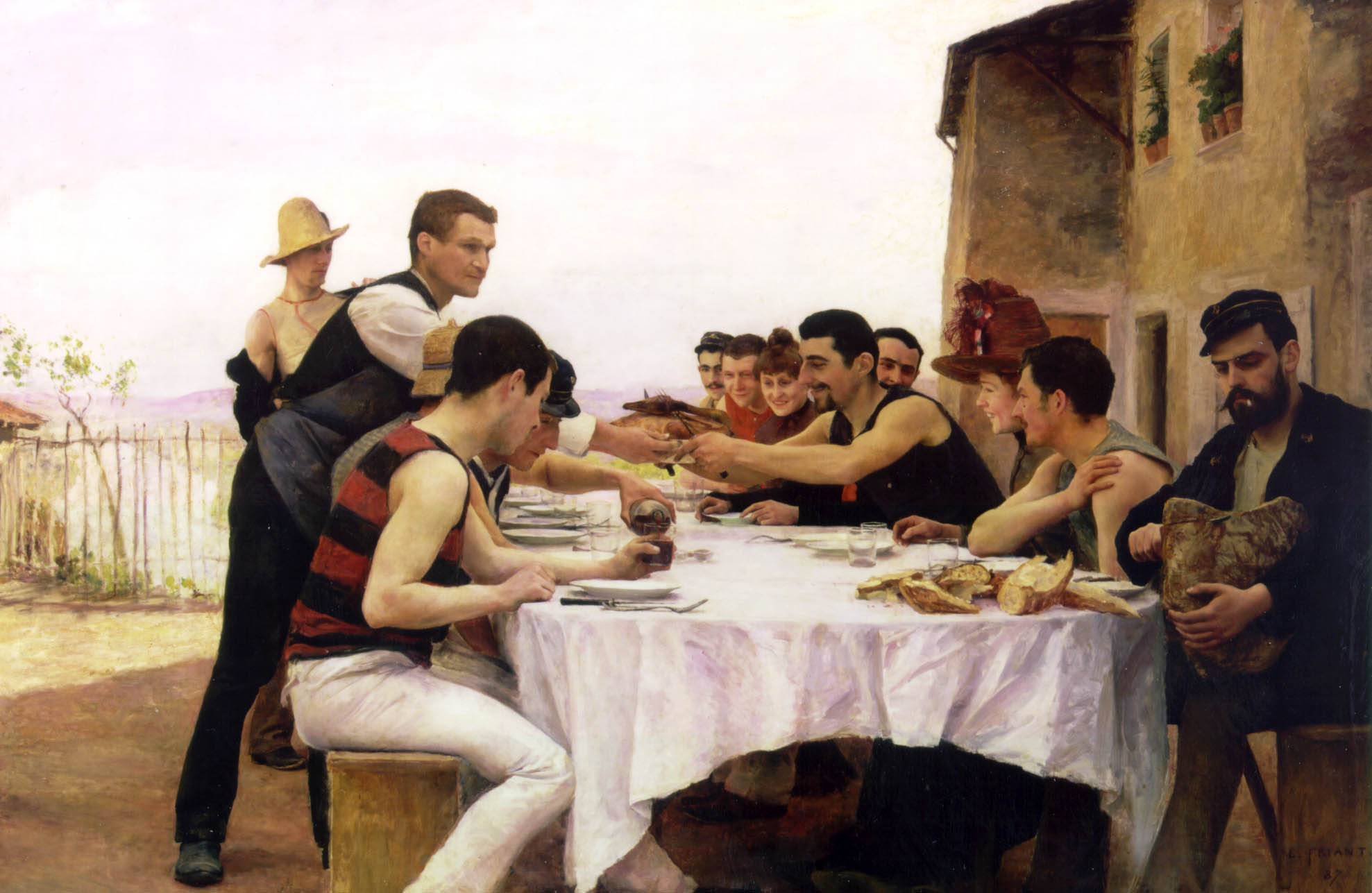
Les Canotiers de la Meurthe (1888), Nancy, musée de l'École de Nancy.
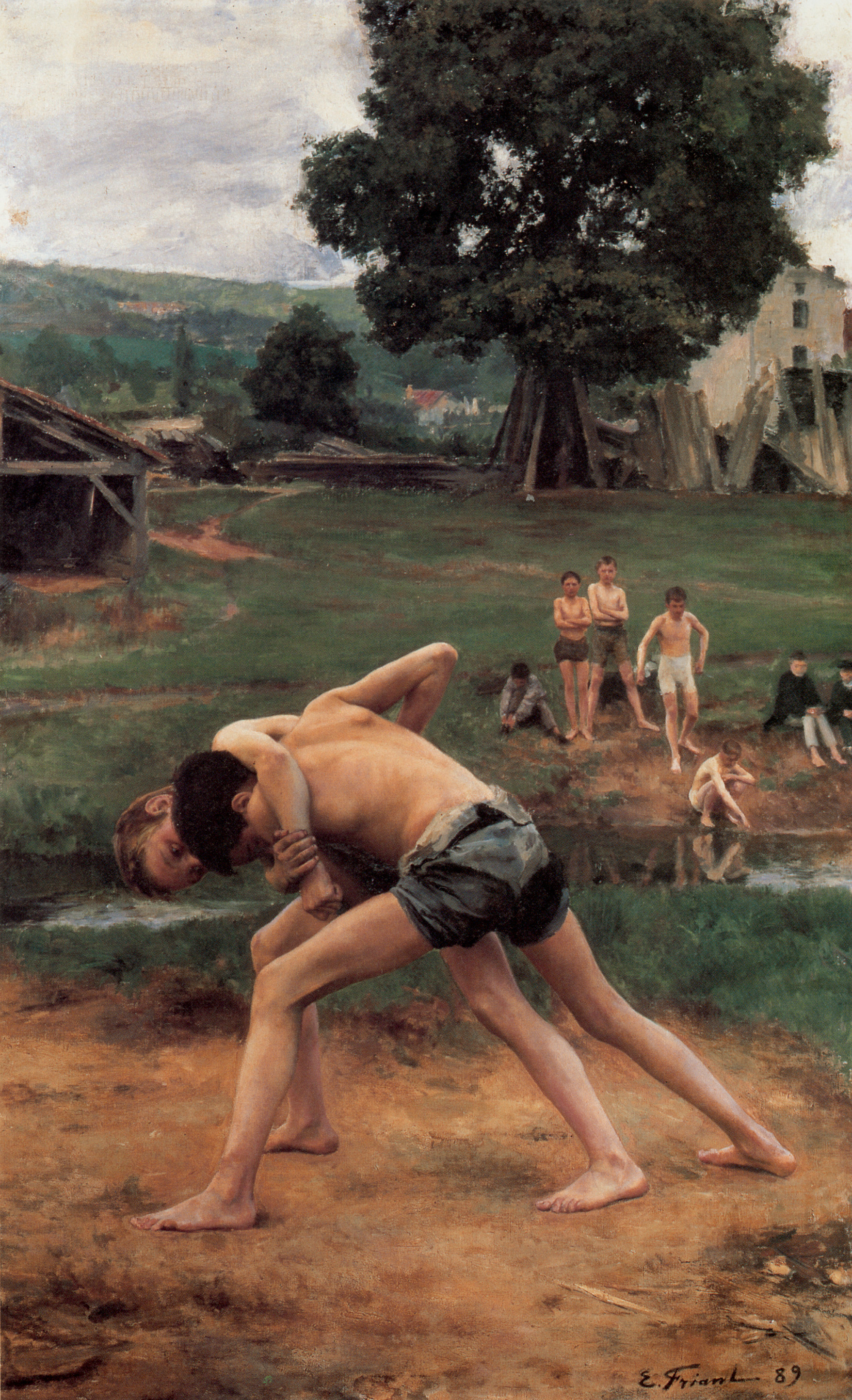
La Lutte (1889), Montpellier, musée Fabre.
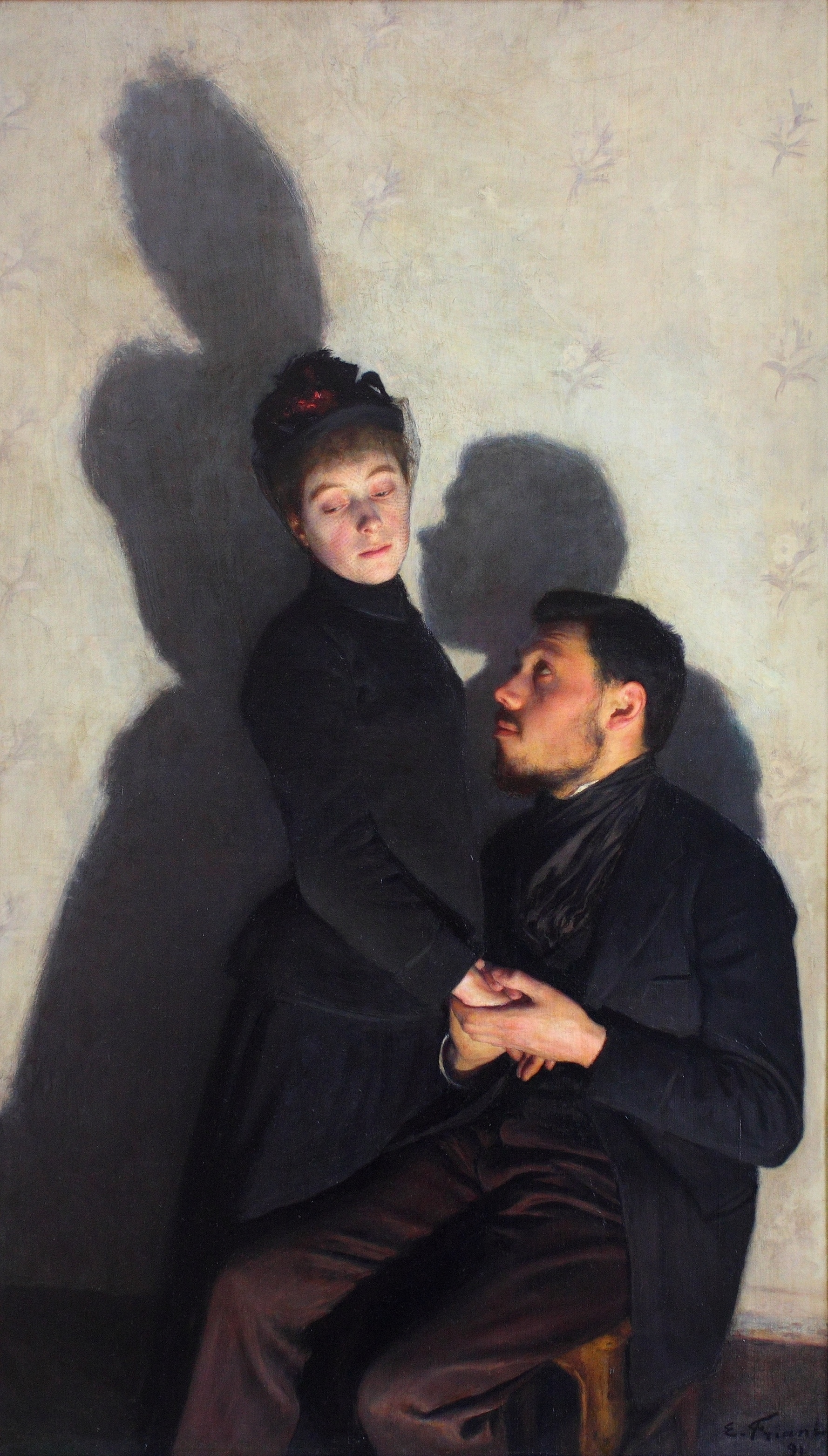
Ombres portées (1891), Paris, musée d'Orsay.
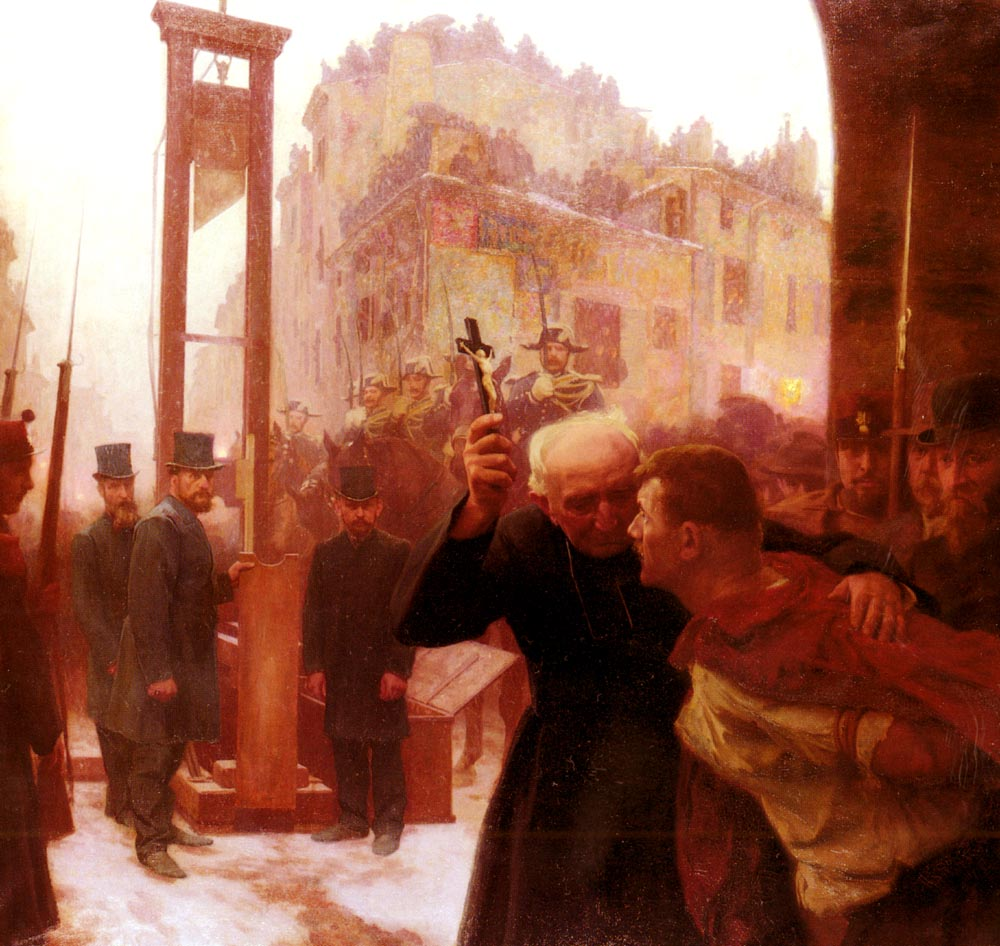
L'Expiation ou La Peine capitale (1908)[note 2], Hamilton, Art Gallery of Hamilton (en).

Localisation inconnue
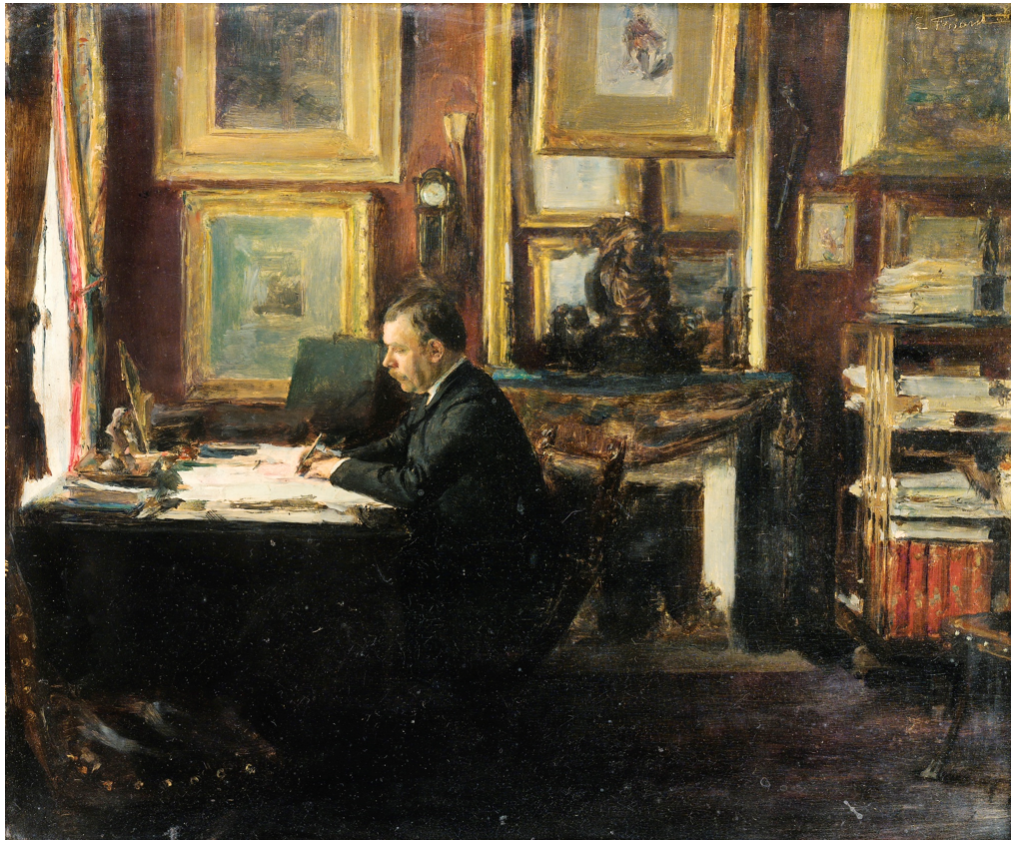
Le Comédien Coquelin aîné dans son studio

### Arts décoratifs
Émile Friant fait peu d'arts décoratifs au cours de sa carrière ; il réalise avec Camille Martin un décor de mobilier sur le thème de Don Quichotte, qu'ils offrent à Louis Majorelle, et fait créer chez René Wiener une reliure pour La guillotine et les exécuteurs des arrêtés criminels pendant la Révolution.

## Postérité
Malgré son succès de son vivant, Friant est relativement oublié dans le reste du XXe siècle, avant d'être redécouvert par le travail de curation du musée des Beaux-Arts de Nancy. Henri Claude attribue ce manque de reconnaissance par son association, malgré lui, à l'art académique, éclipsé alors par les impressionnistes : quand la mode des impressionnistes reflue, cela redonne alors de l'espace pour les pré-impressionnistes et les figuratifs, tels que Friant. Ce renouveau d'intérêt a lieu au début du XXIe siècle, où plusieurs rétrospectives sont organisées, et la toile En pleine nature sort des réserves du Sénat pour être restaurée puis exposée à Vic-sur-Seille au musée départemental Georges-de-la-Tour.
Claude Pétry, conservateur du musée des Beaux-Arts de Nancy, explique la difficulté de présenter les œuvres d'Émile Friant. En effet, plusieurs ont été détruites pendant la Seconde Guerre mondiale, telles que celles conservées au musée de Saint-Dié, ou endommagées, comme celles de La Piscine de Roubaix, du musée Fabre de Montpellier ou du musée des Beaux-Arts de Reims.
Une rumeur voulait qu'une toile d'Émile Friant soit cachée derrière les miroirs de la brasserie Excelsior à Nancy. Redécouverte en 2023, il est établi que cette peinture est en fait de la main du peintre décorateur René Emmanuel.

### Rétrospectives
- Musée des Beaux-Arts de Nancy, du 8 juillet au 4 octobre 1988 : Émile Friant. Regard sur l'homme et l'œuvre.
- Musée départemental Georges-de-La-Tour, Vic-sur-Seille, du 10 juin au 3 septembre 2006 : Émile Friant, un nouveau regard.
- Musée des Beaux-Arts de Nancy, du 4 novembre 2016 au 27 février 2017, Émile Friant, le dernier naturaliste ?, sous le parrainage de l'Académie des beaux-arts et de l'Académie de Stanislas.